# Зизельман, Кимберли
Кимберли Зизельман (англ. Kimberly Zieselman) — адвокат, правозащитник и интерсекс-женщина с синдромом нечувствительности к андрогенам. В настоящее время она — исполнительный директор правозащитной организации interACT и является одним из подписантов «Джокьякартских принципов».

## Биография
Зизельман рассказала, что в 15 лет из-за того, что у неё не было менструаций, она была направлена к репродуктивному онкологу в больницу общего профиля штата Массачусетс. Врачи клиники скрыли от неё и её родителей правду о её диагнозе, о том, что у неё синдром нечувствительности к андрогенам, то есть XY-хромосомы и яички, располагающиеся внутри тела, сказав вместо этого, что ей нужно удалить яичники и матку, чтобы устранить риск рака. В 16 лет ей сделали операцию по удалению яичек, в результате чего, она стала вынуждена пожизненно принимать ЗГТ.
Зизельман обнаружила свои медицинские записи в возрасте 41 года. Такое открытие шокировало её, бросая вызов её личности и личности её мужа, но Зизельман также описала, что «почувствовала себя свободной, когда это узнала».

## Карьера
Зизельман получила образование юриста и работала в области семейного права и вспомогательных репродуктивных технологий.

### Интерсекс адвокация
В 2009 году Зизельман нашла группу поддержки людей со своим диагнозом, AIS-DSD Support Group, а позже она стала директором этой организации. Зизельман в настоящее время — исполнительный директор interACT.
Основной целью InterACT является прекращение операций, не являющимися необходимыми с медицинской точки зрения у интерсекс-детей. Зизельман описывает, как у интерсекс-детей просто другой тип тела, а операции на половых органах не являются необходимыми и делаются по социальным соображениям. Зизельман описывает, как стыд, табуированность и ненужные с медицинской точки зрения операции на интерсекс-детях наносят разрушительный физический и психологический вред этим детям, но их продолжают проводить по социологическим причинам. Она призывает ввести мораторий на операции до тех пор, пока дети не станут достаточно взрослыми, чтобы самостоятельно принимать решения.
Цитата Зизельмана цитируется отделением ООН по правам человека в Нью-Йорке:
Врачи часто утверждают, что есть «молчаливое большинство» интерсекс людей, довольных тем, как с ними обращаются, как с молодыми пациентами. Раньше я была частью этого "молчаливого большинства" - но я определенно не была счастлива. Врачи делают этот ложный вывод, потому что большинство их молодых пациентов не стали жаловаться как взрослые. Но их молчание также может быть вызвано стигмой и стыдом.
Зизельман описала, как ЛГБТ-сообщество помогло становлению интерсекс-движения, но что границы прав интерсекс-людей шире: «по своей сути это проблема прав детей. Это также касается прав на здоровье и репродуктивных прав, потому что эти операции могут привести к бесплодию». Она описала сериал MTV Faking It как новаторский, а каминг-аут модели Ханны Габи Одиль как переломный момент для интерсекс-движения.
Зизельман подписала Джокьякартские принципы о применении международного права в области прав человека в отношении сексуальной ориентации, гендерной идентичности, гендерного выражения и половых характеристик.

## Библиографи
- Zieselman, Kimberly (2015). "Invisible Harm". Narrative Inquiry in Bioethics. 5 (2): 122–125.
- Zieselman, Kimberly (August 9, 2017). "I was an intersex child who had surgery. Don't put other kids through this". USA Today.

## Личная жизнь
Зизельман замужем. У них есть приёмные девочки-близнецы.